# 涅槃宗
涅槃宗，又稱涅槃学派，為漢傳佛教宗派之一，以《大般涅槃经》為根本。在南北朝至初唐時極為盛行，講述《大般涅槃经》的法師被稱為涅槃師。屬於大乘佛教的如來藏学派。
後被吸納進入天台宗之中。

## 漢地涅槃宗
涅槃宗始於曇無讖在燉煌譯出《大般涅槃經》。在曇無讖之前，東晉末江南譯經事業極盛，法显和佛陀跋陀罗在建康译出《佛說大般泥洹經》六卷，但見解仍然偏於小乘，在曇無讖之後，大乘的看法才得以傳入中國。
北涼時，以慧嵩、道朗為主。道朗作《涅槃經疏》，慧嵩作《涅槃義記》。但因北涼戰亂，涅槃宗傳至江南，開始興盛。
竺道生為鳩摩羅什門下，曾經有「一闡提也能成佛」的說法，與當時佛教界的見解不同。後竺道生見到曇無讖的《涅槃經》，證實自己的想法，於是在南方大振涅槃宗。

## 朝鮮涅槃宗
朝鮮涅槃宗，新罗武烈王时，由高僧普德以《涅槃经》为依據，以景福寺为根本道场開創，爲高麗佛教“五教两宗”之一，後更名為始興宗，倡讀誦《妙法蓮華經》，元朝後也倡淨土宗的念佛法門，李氏朝鮮世宗後併入朝鲜教宗。

## 理論
涅槃宗認為每個人都擁有如同佛一般的本質，這個本質稱為佛性。